# La familia Pi
La Familia Pi fue una serie de historietas creada en 1957 por José Peñarroya para la revista "Tío Vivo" del sello Der / Crisol.

## Características
Peñarroya no pudo continuar Don Pío en "Tío Vivo" tras marcharse de Bruguera, así que creó otra historieta familiar. Esta nueva serie presenta a un marido muy parecido a su modelo (hasta en el nombre) y mantiene a la esposa, pero sustituye al sobrino Luisito por toda una retahíla de hijos (dos mayores de ambos sexos y dos mellizos de corta edad), así como una criada y el tío Victoriano.
La serie tuvo una corta vida, ya que Peñarroya volvió pronto a Bruguera, retomando sus personajes habituales.

## Valoración
El investigador del cómic Juan Antonio Ramírez lamenta la escasa duración de la serie, ya que la consideraba llena de posibilidades.